# 2017年中国足球乙级联赛南区预赛阶段
本条目记录2017年中国足球乙级联赛南区预赛阶段赛程赛果。采取主、客场双循环赛制，12支球队共进行22轮132场比赛。比赛由4月8日开始至9月24日结束。

## 赛程赛果

### 第一轮
| 4月9日 1 | 深圳雷曼                                             | 1 - 0          | 海口博盈                | 深圳                                                                 |
| 16:00    | 刘乐 17' · 马晓磊 33' （点球） · 周熠 46' · 杨斌 73' | 战报 录播 集锦 | 于晨楠 87' · 赵黄 90+2' | 場館： 宝安体育场 入場人數： 2,893 ： 何晓春 ： 张宽，吴忧 ： 米庆伟 |

| 4月8日 2 | 南通支云 | 0 - 2     | 上海申梵                         | 南通                                                                     |
| 19:35    | 胡明 59' | 战报 集锦 | 谢福泉 44' · 商隐 66' · 商隐 77' | 場館： 如皋奥体中心 入場人數： 3,823 ： 陈金栋 ： 赵渤洋，宁兆兵 ： 孙晨 |

| 4月8日 3 | 江西联盛                            | 1 - 1          | 成都钱宝                                      | 南昌                                                                     |
| 15:00    | 黄佳强 8' · 耿志庆 63' · 袁明灿 85' | 战报 录播 集锦 | 王强 30' · 夏金 45+1' · 曹添堡 63' · 唐淼 82' | 場館： 江西省奥体中心 入場人數： 4,535 ： 贾志亮 ： 王洋，高鹏 ： 甘树然 |

| 4月9日 4 | 四川安纳普尔那                                   | 3 - 1     | 湖南湘涛华莱                       | 都江堰                                                                   |
| 16:00    | 江晓辰 8' · 渠成 16'（） · 陈涛 59' · 江晓辰 82' | 战报 集锦 | 董建宏 16' · 张浩 57' · 于天竹 62' | 場館： 都江堰凤凰体育场 入場人數： 3,358 ： 秦晓晗 ： 吴恺，熊星 ： 陈扬 |

| 4月8日 5 | 上海聚运动                                          | 1 - 1     | 苏州东吴                                                            | 上海                                                               |
| 15:00    | 杨四平 19' · 曹传宇 48' · 战怡麟 73' · 高诗鹏 90+2' | 战报 集锦 | 迪力木拉提·巴吐尔 31' · 迪力木拉提·巴吐尔 56' · 郑毅 65' · 张波 75' | 場館： 康桥基地 入場人數： 1,321 ： 张超 ： 丁超，马运坤 ： 刘新东 |

| 4月8日 6 | 镇江文旅                                                     | 1 - 3     | 梅县铁汉生态                                 | 镇江                                                                     |
| 15:00    | 王钰洋 32' · 程鹏 35' · 刘泽峰 43' · 刘泽峰 67' · 孙建宏 79' | 战报 集锦 | 沈烽 8' · 潘佳 22' · 梁日富 61' · 梁日富 70' | 場館： 镇江体育会展中心 入場人數： 511 ： 孟庆磊 ： 何鑫，顾奕男 ： 刘迪 |

### 第二轮
| 4月15日 7 | 海口博盈                           | 1 - 0     | 梅县铁汉生态          | 海口                                                                           |
| 15:00     | 胡晓羽 14' · 宋希存 53' · 李钢 79' | 战报 集锦 | 李健华 28' · 黄新 52' | 場館： 海南省高级体校运动场 入場人數： 1,896 ： 李阳 ： 刘欣宇，刘新东 ： 张路 |

| 4月15日 8 | 苏州东吴   | 1 - 1     | 镇江文旅                                                                  | 昆山                                                                 |
| 15:30     | 李民辉 75' | 战报 集锦 | 王钰洋 35' · 王钰洋 48' · 孙建宏 53' · 于祥 62' · 刘泽峰 85' · 孙建宏 87' | 場館： 昆山体育中心 入場人數： 615 ： 高鹏 ： 刘展涛，王威 ： 张雪森 |

| 4月15日 9 | 湖南湘涛华莱                              | 2 - 1     | 上海聚运动                        | 益阳                                                                 |
| 16:00     | 汪泉 17' · 刘青 43' · 张浩 82' · 韩毅 82' | 战报 集锦 | 邓彪 9' · 高诗鹏 79' · 曹传宇 67' | 場館： 益阳奥体中心 入場人數： 668 ： 闫旭 ： 彭博，苏子豪 ： 宁兆兵 |

| 4月15日 10 | 成都钱宝                          | 0 - 2          | 四川安纳普尔那                                                         | 成都                                                                       |
| 16:00      | 张智超 7' · 王强 45+2' · 甘锐 76' | 战报 录播 集锦 | 陈涛 9' · 吴波 21' · 杨泽志 27' · 卢成 45+2' · 范柏群 82' · 渠成 90+4' | 場館： 双流体育中心 入場人數： 3,078 ： 何晓春 ： 丁超，阿力木江 ： 马运坤 |

| 4月16日 11 | 上海申梵                             | 0 - 0     | 江西联盛                | 上海                                                                     |
| 15:00      | 商隐 50' · 董广翔 90+2' · 梁伟 90+3' | 战报 集锦 | 熊常清 36' · 李龙日 70' | 場館： 上海化工区体育中心 入場人數： 525 ： 王浩 ： 陈扬，孟庆磊 ： 邓鹏 |

| 4月16日 12 | 深圳雷曼                                                   | 2 - 0          | 南通支云                | 深圳                                                                 |
| 16:00      | 杨剑飞 32' · 杨子 62' · 杨子 63' · 马晓磊 81' · 韩家宝 88' | 战报 录播 集锦 | 余剑锋 29' · 翟肇宇 38' | 場館： 宝安体育场 入場人數： 2,966 ： 陈金栋 ： 焦巍，熊星 ： 张恒古 |

### 第三轮
| 4月29日 13 | 南通支云              | 1 - 0     | 海口博盈                  | 南通                                                                     |
| 19:35      | 王斯 66' · 张卫 90+3' | 战报 集锦 | 张凯铭 42' · 胡晓羽 90+2' | 場館： 如皋奥体中心 入場人數： 3,210 ： 徐强强 ： 李思成，向遥 ： 郝蓬勃 |

| 4月29日 14 | 江西联盛                                                                | 2 - 0     | 深圳雷曼                | 南昌                                                                   |
| 15:00      | 李凯 24' · 徐辰 28' · 袁明灿 36' · 熊常清 87' · 曹驩 90+2' · 王帅 90+3' | 战报 集锦 | 郭明月 19' · 韩家宝 65' | 場館： 江西省奥体中心 入場人數： 1,123 ： 汤朝 ： 李鹏，阮华 ： 刘新东 |

| 4月29日 15 | 四川安纳普尔那                                                      | 3 - 2     | 上海申梵                            | 都江堰                                                                     |
| 16:00      | 肖震 18' · 渠成 23' · 陈涛 38' · 渠成 49' · 干颖波 62' · 卢成 90+2' | 战报 集锦 | 郑伟智 7' · 刘帅 45' · 吴俊葵 90+3' | 場館： 都江堰凤凰体育场 入場人數： 4,551 ： 刘晨涛 ： 单丹奥，王威 ： 邓鹏 |

| 4月29日 16 | 上海聚运动           | 0 - 0     | 成都钱宝 | 上海                                                             |
| 15:00      | 战怡麟 9' · 邓彪 26' | 战报 集锦 |          | 場館： 康桥基地 入場人數： 456 ： 吴恺 ： 肖楠，苏晓飞 ： 顾奕男 |

| 4月29日 17 | 镇江文旅                         | 0 - 1     | 湖南湘涛华莱        | 镇江                                                                       |
| 15:00      | 庞磊 16' · 王钰洋 29' · 于祥 72' | 战报 集锦 | 王庆 16' · 刘青 28' | 場館： 镇江体育会展中心 入場人數： 3,183 ： 张超 ： 李鹏达，焦巍 ： 张恒吉 |

| 4月29日 18 | 梅县铁汉生态                | 1 - 0     | 苏州东吴              | 梅州                                                                       |
| 19:30      | 杨竣捷 20'（） · 汪兴强 88' | 战报 集锦 | 李民辉 19' · 张波 34' | 場館： 梅县曾宪梓体育场 入場人數： 4,582 ： 严立夫 ： 刘欣宇，李阳 ： 张路 |

### 第四轮
| 5月6日 19 | 海口博盈   | 0 - 1     | 苏州东吴     | 海口                                                                       |
| 15:00     | 张凯铭 31' | 战报 集锦 | 李浩文 90+3' | 場館： 海南省高级体校运动场 入場人數： 800 ： 丁超 ： 张超，向遥 ： 李思成 |

| 5月6日 20 | 湖南湘涛华莱                                                                   | 1 - 2     | 梅县铁汉生态                       | 益阳                                                               |
| 16:00     | 张浩 15' · 王昊智 20' · 韩毅 43' · 王君 53' · 汪泉 72' · 王琛 83' · 王庆 90+5' | 战报 集锦 | 杨竣捷 44' · 张兴博 54' · 沈烽 67' | 場館： 益阳奥体中心 入場人數： 881 ： 白彬 ： 严立夫，邓鹏 ： 韩磊 |

| 5月6日 21 | 成都钱宝                           | 1 - 0     | 镇江文旅                           | 成都                                                                 |
| 16:00     | 曹添堡 44' · 訾龙 67' · 张智超 87' | 战报 集锦 | 慕阳 37' · 吴迪 45+1' · 程鹏 45+1' | 場館： 双流体育中心 入場人數： 1,035 ： 刘洋 ： 肖楠，苏晓飞 ： 何龙 |

| 5月7日 22 | 上海申梵                         | 0 - 1          | 上海聚运动                        | 上海                                                                       |
| 15:00     | 董广翔 10' · 商隐 43' · 刘帅 51' | 战报 录播 集锦 | 高诗鹏 7' · 王飞 16' · 赖扬龙 85' | 場館： 上海化工区体育中心 入場人數： 560 ： 汤朝 ： 刘欣宇，李阳 ： 李鹏达 |

| 5月6日 23 | 深圳雷曼                                      | 1 - 1          | 四川安纳普尔那      | 深圳                                                                 |
| 16:00     | 刘乐 27' · 黄凤涛 35' · 马晓磊 39' · 朱聪 56' | 战报 录播 集锦 | 陈涛 35' · 渠成 51' | 場館： 宝安体育场 入場人數： 5,118 ： 孟庆磊 ： 王浩，刘迪 ： 顾奕男 |

| 5月7日 24 | 南通支云            | 0 - 1     | 江西联盛                      | 南通                                                                   |
| 19:35     | 王斯 53' · 胡明 88' | 战报 集锦 | 熊常清 38' · 袁明灿 90+1'（） | 場館： 如皋奥体中心 入場人數： 3,232 ： 贾志亮 ： 甘树然，张坤 ： 吕品 |

### 第五轮
| 5月13日 25 | 江西联盛                                      | 0 - 1     | 海口博盈                             | 南昌                                                                     |
| 15:00      | 李龙日 37' · 袁明灿 68' （点球） · 袁明灿 87' | 战报 集锦 | 于晨楠 35' · 汪云龙 65' · 李昭楠 71' | 場館： 江西省奥体中心 入場人數： 4,332 ： 肖楠 ： 商东凯，王喜洪 ： 何龙 |

| 5月13日 26 | 四川安纳普尔那                   | 1 - 0          | 南通支云                                    | 都江堰                                                                   |
| 16:00      | 卢成 12' · 吴波 63' · 马冲冲 87' | 战报 录播 集锦 | 王永鑫 48' · 张卫 71' · 胡伟 82' · 王斯 84' | 場館： 都江堰凤凰体育场 入場人數： 5,216 ： 张超 ： 顾奕男，阮华 ： 吕品 |

| 5月13日 27 | 上海聚运动 | 0 - 1     | 深圳雷曼                           | 上海                                                           |
| 15:00      | 杨昊峰 23' | 战报 集锦 | 杨剑飞 22' · 郭明月 53' · 刘涛 81' | 場館： 康桥基地 入場人數： 173 ： 王洋 ： 朴政林，高鹏 ： 任通 |

| 5月12日 28 | 镇江文旅                                                                                        | 2 - 2     | 上海申梵                                                 | 镇江                                                                         |
| 15:00      | 郝敏晖 51' （点球） · 高明祺 52' · 程鹏 65' · 高明祺 73' · 张旭 85' · 郝敏晖 90' · 刘泽峰 90+2' | 战报 集锦 | 刘帅 28' · 吴长琦 30' · 吴长琦 55' · 刘帅 90+2' （点球） | 場館： 镇江体育会展中心 入場人數： 250 ： 李思成 ： 刘新冬，马运坤 ： 郝树辉 |

| 5月13日 29 | 梅县铁汉生态                   | 1 - 1     | 成都钱宝                                                              | 梅州                                                                     |
| 15:00      | 侯哲 16' · 张勇 44' · 张勇 54' | 战报 集锦 | 彭睿 38' · 彭睿 51' · 李实 52' · 龚良轩 52' · 曹添堡 66' · 龚良轩 75' | 場館： 梅县曾宪梓体育场 入場人數： 3,865 ： 陈超 ： 张坤，郝蓬勃 ： 王浩 |

| 5月13日 30 | 苏州东吴   | 1 - 2     | 湖南湘涛华莱                                 | 昆山                                                                 |
| 15:30      | 朱峥嵘 80' | 战报 集锦 | 刘帅 4'（） · 汪泉 45' · 韩毅 81' · 郝帅 85' | 場館： 昆山体育中心 入場人數： 680 ： 何鑫 ： 耿茂翔，李鹏 ： 徐强强 |

### 第六轮
| 5月20日 31 | 海口博盈                                         | 1 - 0     | 湖南湘涛华莱 | 海口                                                                           |
| 15:00      | 周世超 3' · 李欣城 21' · 张凯铭 45' · 于晨楠 90' | 战报 集锦 | 韩毅 37'     | 場館： 海南省高级体校运动场 入場人數： 1,328 ： 贾志亮 ： 甘树然，熊星 ： 韩磊 |

| 5月21日 32 | 成都钱宝              | 1 - 0     | 苏州东吴                         | 遂宁                                                               |
| 16:00      | 曹添堡 44' · 王强 51' | 战报 集锦 | 迪力木拉提·巴吐尔 65' · 张波 86' | 場館： 遂宁体育中心 入場人數： 785 ： 张超 ： 赵渤洋，吴恺 ： 陈扬 |

| 5月21日 33 | 上海申梵                                                 | 0 - 4     | 梅县铁汉生态                                                                                        | 上海                                                                   |
| 15:00      | 熊韬 12' · 商隐 42' · 吴长琦 59' · 陈烨钰 64' · 王昊 67' | 战报 集锦 | 杨竣捷 6'（） · 杨竣捷 7' · 侯哲 12' · 张兴博 37' · 张兴博 45' · 胡勇发 59' · 杨晨 65' · 何剑锋 76' | 場館： 上海化工区体育中心 入場人數： 508 ： 高鹏 ： 阮华，何龙 ： 王洋 |

| 5月20日 34 | 深圳雷曼                                                                         | 5 - 0     | 镇江文旅                      | 深圳                                                                   |
| 16:00      | 杨子 28' · 马晓磊 37' · 刘乐 42' · 马晓磊 52' · 杨子 57' · 杨子 67' · 马晓磊 72' | 战报 集锦 | 张旭 5' · 于祥 44' · 张旭 55' | 場館： 宝安体育场 入場人數： 1,103 ： 徐强强 ： 焦巍，张恒吉 ： 单丹奥 |

| 5月20日 35 | 南通支云                                 | 1 - 1          | 上海聚运动                                      | 南通                                                                   |
| 19:35      | 范志强 13'（） · 李湘彬 16' · 丁全诚 42' | 战报 录播 集锦 | 曹传宇 21' · 战怡麟 28' · 王飞 43' · 李连祥 85' | 場館： 如皋奥体中心 入場人數： 2,380 ： 宁兆兵 ： 何鑫，耿茂翔 ： 陈超 |

| 5月21日 36 | 四川安纳普尔那                                         | 0 - 1     | 江西联盛                                       | 都江堰                                                                         |
| 16:00      | 杨泽志 26' · 渠成 57' （点球） · 陈少钦 66' · 吴波 77' | 战报 集锦 | 黄佳强 2' · 李龙日 26' · 熊常清 48' · 曹驩 59' | 場館： 都江堰凤凰体育场 入場人數： 5,640 ： 秦晓晗 ： 刘晨涛，丁超 ： 阿力木江 |

### 第七轮
| 5月27日 37 | 海口博盈                                                                                             | 1 - 3     | 四川安纳普尔那                                                                      | 海口                                                                         |
| 15:00      | 李昭楠 8' · 王昊一 39' · 李欣城 40' · 宋希存 45' · 汪云龙 56' · 胡晓羽 72' · 樊群霄 89' · 李钢 90+3' | 战报 集锦 | 江晓辰 9' · 肖震 18' · 陈少钦 36' · 卢成 57' · 杨泽志 73' · 渠成 86' · 张世昌 90+3' | 場館： 海南省高级体校运动场 入場人數： 891 ： 何晓春 ： 吴忧，来庆伟 ： 张宽 |

| 5月27日 38 | 上海聚运动                                                          | 1 - 2     | 江西联盛                                      | 上海                                                             |
| 15:00      | 王飞 20' · 闫新禹 33' · 赖扬龙 44' · 王飞 45' · 沈龙元 72' （点球） | 战报 集锦 | 李凯 39' · 袁明灿 56' · 郝爽 71' · 黄佳强 80' | 場館： 康桥基地 入場人數： 368 ： 刘洋 ： 苏晓飞，郝蓬勃 ： 肖楠 |

| 5月27日 39 | 南通支云                                                           | 2 - 1     | 镇江文旅              | 南通                                                                     |
| 19:35      | 李嘉玮 68' · 王锴 83'（） · 范志强 87' · 范志强 89' · 任兴隆 90+3' | 战报 集锦 | 孙建宏 18' · 程鹏 45' | 場館： 如皋奥体中心 入場人數： 2,380 ： 何龙 ： 郝树辉，庄淳翔 ： 李思成 |

| 5月27日 40 | 梅县铁汉生态            | 0 - 2     | 深圳雷曼                                                                | 梅州                                                                     |
| 19:30      | 杨晨 31' · 汪兴强 90+1' | 战报 集锦 | 马晓磊 30' · 刘乐 42' · 杨斌 45' · 麦思劲 56' · 黄凤涛 65' · 周强 90+2' | 場館： 梅县曾宪梓体育场 入場人數： 3,658 ： 吴恺 ： 熊星，陈扬 ： 秦晓晗 |

| 5月28日 41 | 苏州东吴                                        | 3 - 0     | 上海申梵   | 苏州                                                                     |
| 15:30      | 朱峥嵘 17' · 朱峥嵘 29' · 郑毅 50' · 勾俊晨 87' | 战报 集锦 | 龚金帅 79' | 場館： 苏州体育中心 入場人數： 1,115 ： 孙盛宇 ： 商东凯，朴政林 ： 任通 |

| 5月27日 42 | 湖南湘涛华莱 | 0 - 1     | 成都钱宝                                    | 益阳                                                                   |
| 16:00      | 王君 64'     | 战报 集锦 | 彭睿 37' · 唐淼 42' · 唐渊 76' · 彭睿 90+3' | 場館： 益阳奥体中心 入場人數： 513 ： 陈金栋 ： 宁兆兵，阮华 ： 赵渤洋 |

### 第八轮
| 6月4日 43 | 海口博盈 | 0 - 1     | 成都钱宝                                      | 海口                                                                         |
| 16:00     | 李钢 57' | 战报 集锦 | 唐渊 33' · 曹添堡 55' · 夏金 60' · 甘锐 90+5' | 場館： 海南省高级体校运动场 入場人數： 1,280 ： 秦晓晗 ： 熊星，吴恺 ： 阮华 |

| 6月4日 44 | 上海申梵              | 1 - 1     | 湖南湘涛华莱                                | 上海                                                                     |
| 16:00     | 商隐 16' · 谢福泉 84' | 战报 集锦 | 王琛 25' · 孔涛 48' · 王君 78' · 吴海天 88' | 場館： 上海化工区体育中心 入場人數： 388 ： 李阳 ： 刘欣宇，王阳 ： 何龙 |

| 6月4日 45 | 深圳雷曼                                      | 1 - 1     | 苏州东吴                                      | 深圳                                                               |
| 16:00     | 麦思劲 29' · 杨斌 41' （点球） · 麦思劲 90+4' | 战报 集锦 | 李浩文 60' · 迪力木拉提·巴吐尔 72' · 李智 76' | 場館： 宝安体育场 入場人數： 2,531 ： 高鹏 ： 王洋，张路 ： 严立夫 |

| 6月4日 46 | 南通支云 | 0 - 0     | 梅县铁汉生态 | 南通                                                                 |
| 19:35     |          | 战报 集锦 | 潘佳 90'     | 場館： 如皋奥体中心 入場人數： 2,388 ： 肖楠 ： 苏晓飞，向遥 ： 马腾 |

| 6月4日 47 | 江西联盛                                  | 2 - 2     | 镇江文旅                                                                | 南昌                                                                       |
| 16:00     | 曹驩 39' · 李凯 56' · 徐辰 67' · 郝爽 87' | 战报 集锦 | 庞磊 14' · 孙建宏 42' · 程鹏 62' · 孙建宏 76' · 郝敏晖 85' · 于祥 90+3' | 場館： 江西省奥体中心 入場人數： 1,032 ： 赵渤洋 ： 耿茂翔，宁兆兵 ： 张超 |

| 6月4日 48 | 四川安纳普尔那                 | 2 - 2     | 上海聚运动                                                   | 都江堰                                                                         |
| 19:30     | 渠成 28' · 吴波 48' · 陈涛 57' | 战报 集锦 | 杨四平 25' · 曹传宇 48' · 王飞 55' · 闫新禹 84' · 陈楠存 87' | 場館： 都江堰凤凰体育场 入場人數： 3,124 ： 李鹏达 ： 单丹奥，刘新冬 ： 贾志亮 |

### 第九轮
| 6月11日 49 | 上海聚运动                       | 1 - 1     | 海口博盈                | 上海                                                             |
| 16:00      | 王飞 51' · 徐君 83' · 李连祥 84' | 战报 集锦 | 汪云龙 56' · 樊群霄 67' | 場館： 康桥基地 入場人數： 588 ： 闫旭 ： 李思成，赵末辰 ： 向遥 |

| 6月11日 50 | 镇江文旅                         | 0 - 3     | 四川安纳普尔那                                | 镇江                                                                     |
| 16:00      | 庞磊 35' · 于祥 68' · 孙建宏 77' | 战报 集锦 | 渠成 12' · 渠成 24' · 马冲冲 45+3' · 陈涛 59' | 場館： 镇江体育会展中心 入場人數： 675 ： 王威 ： 吴忧，刘晨涛 ： 孟庆磊 |

| 6月10日 51 | 梅县铁汉生态                                      | 1 - 0     | 江西联盛              | 梅州                                                                         |
| 19:30      | 李伟新 25' · 李健华 38' · 张勇 90+4' · 侯哲 90+4' | 战报 集锦 | 李龙日 55' · 郝爽 77' | 場館： 梅县曾宪梓体育场 入場人數： 4,368 ： 陈金栋 ： 李鹏达，单丹奥 ： 邓鹏 |

| 6月10日 52 | 苏州东吴              | 1 - 0     | 南通支云   | 苏州                                                                 |
| 16:00      | 卞俊 17' · 朱峥嵘 59' | 战报 集锦 | 王永鑫 50' | 場館： 苏州体育中心 入場人數： 1,130 ： 贾志亮 ： 熊星，陈扬 ： 吴恺 |

| 6月10日 53 | 湖南湘涛华莱                                | 1 - 1     | 深圳雷曼                                                          | 益阳                                                                 |
| 16:00      | 刘青 19' · 邱凌枫 60' · 孔涛 62' · 汪泉 82' | 战报 集锦 | 袁琳 10' · 袁琳 14' · 刘乐 45' · 吴飞 58' · 刘乐 80' · 马晓磊 90' | 場館： 益阳奥体中心 入場人數： 423 ： 彭博 ： 郝蓬勃，张恒吉 ： 焦巍 |

| 6月10日 54 | 成都钱宝                         | 0 - 0          | 上海申梵                             | 成都                                                                     |
| 16:00      | 徐武 45+3' · 唐淼 46' · 李实 76' | 战报 录播 集锦 | 郑伟智 39' · 吴长琦 76' · 龚金帅 81' | 場館： 双流体育中心 入場人數： 1,136 ： 马运坤 ： 刘新冬，宁兆兵 ： 张超 |

### 第十轮
| 6月17日 55 | 海口博盈                                                       | 1 - 4     | 上海申梵                                                 | 海口                                                                         |
| 16:00      | 李昭楠 39' · 李欣城 64' · 樊群霄 64' · 宋希存 66' · 汪云龙 74' | 战报 集锦 | 商隐 49' · 吴长琦 55' · 商隐 69' · 陈烨钰 84' · 商隐 86' | 場館： 海南省高级体校运动场 入場人數： 501 ： 严立夫 ： 刘欣宇，张路 ： 李阳 |

| 6月18日 56 | 深圳雷曼                                                                                      | 3 - 0     | 成都钱宝              | 深圳                                                               |
| 16:00      | 麦思劲 14' · 杨晨 28' · 麦思劲 44' · 杨斌 55' · 袁琳 61' · 刘涛 75' · 于贵君 82' · 韩家宝 90' | 战报 集锦 | 唐渊 19' · 龚良轩 58' | 場館： 宝安体育场 入場人數： 2,913 ： 孟庆磊 ： 吕品，张坤 ： 李鹏 |

| 6月17日 57 | 南通支云                                          | 2 - 0     | 湖南湘涛华莱 | 南通                                                                 |
| 19:35      | 丁全诚 62' · 王永鑫 75' · 范志强 84' · 翟肇宇 90' | 战报 集锦 |              | 場館： 如皋奥体中心 入場人數： 2,708 ： 王洋 ： 李鹏，郝树辉 ： 高鹏 |

| 6月17日 58 | 江西联盛                                      | 1 - 0     | 苏州东吴                | 南昌                                                                     |
| 16:00      | 耿志庆 13' · 曹驩 61' · 袁明灿 67' · 王康 86' | 战报 集锦 | 勾俊晨 18' · 勾俊晨 56' | 場館： 江西省奥体中心 入場人數： 681 ： 甘树然 ： 焦巍，刘新冬 ： 徐强强 |

| 6月17日 59 | 四川安纳普尔那                               | 1 - 0          | 梅县铁汉生态                   | 都江堰                                                                   |
| 19:30      | 渠成 36' · 张淇 49' · 陈涛 84' · 范柏群 赛后 | 战报 录播 集锦 | 潘佳 15' · 黄新 62' · 罗添 83' | 場館： 都江堰凤凰体育场 入場人數： 4,100 ： 吴恺 ： 陈扬，熊星 ： 秦晓晗 |

| 6月17日 60 | 上海聚运动                                   | 1 - 1     | 镇江文旅                                              | 上海                                                             |
| 16:00      | 徐君 1' · 战怡麟 25' · 邓彪 41' · 曹传宇 73' | 战报 集锦 | 高明祺 19' · 程鹏 73'（） · 慕阳 90+1' · 马晨瑞 90+4' | 場館： 康桥基地 入場人數： 576 ： 阮华 ： 来庆伟，苏晓飞 ： 肖楠 |

### 第十一轮
| 6月24日 61 | 镇江文旅                         | 0 - 1     | 海口博盈                                        | 镇江                                                                       |
| 16:00      | 徐权 24' · 孙建宏 29' · 庞磊 67' | 战报 集锦 | 张凯铭 44' · 王琦 67' · 邢序飞 75' · 曹晓飞 84' | 場館： 镇江体育会展中心 入場人數： 883 ： 李鹏达 ： 郝蓬勃，陈金栋 ： 孙晨 |

| 6月24日 62 | 梅县铁汉生态                                             | 3 - 0     | 上海聚运动              | 梅州                                                                   |
| 19:30      | 庄源 10' · 张勇 41' · 叶伟超 75' · 李健华 85' · 黄新 89' | 战报 集锦 | 曹传宇 33' · 闫新禹 43' | 場館： 梅县曾宪梓体育场 入場人數： 3,251 ： 陈超 ： 张坤，向遥 ： 黄维 |

| 6月24日 63 | 苏州东吴                               | 2 - 1          | 四川安纳普尔那                                             | 苏州                                                                   |
| 16:00      | 朱峥嵘 49'（） · 迪力木拉提·巴吐尔 59' | 战报 录播 集锦 | 江晓辰 39' · 张世昌 51' · 江晓辰 79' · 王琪 87' · 张淇 89' | 場館： 苏州体育中心 入場人數： 781 ： 单丹奥 ： 邓鹏，商东凯 ： 来庆伟 |

| 6月24日 64 | 湖南湘涛华莱        | 1 - 1     | 江西联盛                                                   | 益阳                                                                 |
| 16:00      | 刘帅 81' · 刘帅 82' | 战报 集锦 | 徐辰 35' · 孙冬 38' · 张迅伟 71' · 李凯 90' · 李龙日 90+3' | 場館： 益阳奥体中心 入場人數： 732 ： 王浩 ： 顾奕男，李鹏 ： 贾志亮 |

| 6月24日 65 | 成都钱宝                           | 0 - 1          | 南通支云                | 成都                                                                 |
| 16:00      | 龚良轩 57' · 彭睿 80' · 唐淼 90+4' | 战报 录播 集锦 | 范志强 47' · 余剑锋 78' | 場館： 双流体育中心 入場人數： 635 ： 何鑫 ： 汤朝，宁兆兵 ： 苏子豪 |

| 6月25日 66 | 上海申梵 | 0 - 4     | 深圳雷曼                                                              | 上海                                                                     |
| 16:00      |          | 战报 集锦 | 马晓磊 42' · 杨子 50' · 刘涛 53' · 马晓磊 62' · 郭明月 75' · 杨斌 89' | 場館： 上海化工区体育中心 入場人數： 582 ： 肖楠 ： 苏晓飞，李鹏 ： 刘洋 |

### 第十二轮
| 7月1日 67 | 海口博盈                | 0 - 2     | 深圳雷曼                                        | 海口                                                                         |
| 16:00     | 宋希存 78' · 张凯铭 83' | 战报 集锦 | 马晓磊 26' · 杨剑飞 55' · 马晓磊 76' · 周熠 81' | 場館： 海南省高级体校运动场 入場人數： 520 ： 王威 ： 吴忧，刘晨涛 ： 何晓春 |

| 7月2日 68 | 上海申梵          | 0 - 2     | 南通支云                       | 上海                                                                       |
| 16:00     | 商隐 10' （点球） | 战报 集锦 | 胡明 38' · 王斯 71' · 王斯 81' | 場館： 上海化工区体育中心 入場人數： 461 ： 彭博 ： 李阳，耿茂翔 ： 赵末辰 |

| 7月1日 69 | 成都钱宝   | 1 - 1     | 江西联盛                                    | 成都                                                               |
| 19:30     | 曹添堡 35' | 战报 集锦 | 徐辰 17' · 王康 23' · 咸涛 53' · 熊常清 84' | 場館： 双流体育中心 入場人數： 538 ： 吴恺 ： 陈扬，熊星 ： 秦晓晗 |

| 7月1日 70 | 湖南湘涛华莱                                    | 2 - 3          | 四川安纳普尔那                                           | 益阳                                                                   |
| 16:00     | 王琛 18' · 王昊智 26' · 王昊智 29' · 王昊智 58' | 战报 录播 集锦 | 张淇 23' · 渠成 31' · 肖震 43' · 于淼 63' · 陈涛 86'（） | 場館： 益阳奥体中心 入場人數： 357 ： 马运坤 ： 郝蓬勃，黄维 ： 李鹏达 |

| 7月1日 71 | 苏州东吴                                                | 3 - 1     | 上海聚运动                         | 苏州                                                                   |
| 16:00     | 朱峥嵘 38'（） · 朱峥嵘 66' · 朱峥嵘 67' · 朱峥嵘 90+3' | 战报 集锦 | 朱明辉 19' · 邓彪 36' · 曹传宇 70' | 場館： 苏州体育中心 入場人數： 1,037 ： 贾志亮 ： 甘树然，丁超 ： 王浩 |

| 7月1日 72 | 梅县铁汉生态                                                        | 2 - 1     | 镇江文旅                           | 梅州                                                                         |
| 19:30     | 庄源 35' · 庄源 45' · 张勇 76' · 黄隆 79' · 杨竣捷 86' · 汪兴强 88' | 战报 集锦 | 张嘉贝 25' · 慕阳 52' · 孙建宏 74' | 場館： 梅县曾宪梓体育场 入場人數： 3,368 ： 李思成 ： 刘新冬，张路 ： 徐强强 |

### 第十三轮
| 7月8日 73 | 梅县铁汉生态                                             | 3 - 0     | 海口博盈   | 梅州                                                                       |
| 19:30     | 庄源 42' · 李伟新 69' · 张勇 73' · 叶伟超 83' · 张勇 87' | 战报 集锦 | 李昭楠 73' | 場館： 梅县曾宪梓体育场 入場人數： 5,108 ： 严立夫 ： 李阳，张路 ： 刘欣宇 |

| 7月9日 74 | 镇江文旅              | 0 - 4          | 苏州东吴                                                           | 镇江                                                                       |
| 16:00     | 宋起 31' · 孙建宏 37' | 战报 录播 集锦 | 迪力木拉提·巴吐尔 2' · 王峰 6' · 孙建宏 32'（乌龙球） · 李浩文 56' | 場館： 镇江体育会展中心 入場人數： 1,243 ： 陈超 ： 吕品，耿茂翔 ： 秦晓晗 |

| 7月8日 75 | 上海聚运动          | 1 - 4     | 湖南湘涛华莱                                 | 上海                                                           |
| 16:00     | 邓彪 27' · 向帅 90' | 战报 集锦 | 袁露 5' · 袁露 20' · 韩毅 57' · 张浩 74'（） | 場館： 康桥基地 入場人數： 256 ： 马腾 ： 张雪森，闫旭 ： 何龙 |

| 7月8日 76 | 四川安纳普尔那      | 1 - 1     | 成都钱宝                         | 都江堰                                                                   |
| 19:30     | 渠成 44' · 渠成 44' | 战报 集锦 | 谭斯 40' · 谭斯 41' · 张智超 73' | 場館： 都江堰凤凰体育场 入場人數： 6,280 ： 孙晨 ： 张超，阮华 ： 李鹏达 |

| 7月8日 77 | 江西联盛                                                                    | 4 - 1     | 上海申梵                                                   | 南昌                                                                     |
| 16:00     | 王康 33' · 李凯 35' · 李凯 50' · 赵泓旭 58'（乌龙球） · 李凯 62' · 李凯 89' | 战报 集锦 | 谢福泉 38' · 赵哲 50' · 龚金帅 53' · 商隐 71' · 商隐 90+1' | 場館： 江西省奥体中心 入場人數： 1,450 ： 苏子豪 ： 宁兆兵，何鑫 ： 汤朝 |

| 7月9日 78 | 南通支云                                                | 2 - 1          | 深圳雷曼                  | 南通                                                                   |
| 19:35     | 翟肇宇 45+1' · 王锴 45+1' · 王永鑫 74' · 范志强 83'（） | 战报 录播 集锦 | 杨斌 25' · 马晓磊 86'（） | 場館： 如皋奥体中心 入場人數： 3,280 ： 郝树辉 ： 庄淳翔，李鹏 ： 李鹏 |

### 第十四轮
| 7月15日 79 | 海口博盈                | 0 - 2     | 南通支云              | 海口                                                                         |
| 16:00      | 胡晓羽 54' · 李昭楠 71' | 战报 集锦 | 汪云龙 52' · 胡明 89' | 場館： 海南省高级体校运动场 入場人數： 1,582 ： 张超 ： 阮华，向遥 ： 来庆伟 |

| 7月16日 80 | 深圳雷曼                                               | 4 - 0          | 江西联盛              | 深圳                                                                 |
| 16:00      | 杨子 39' · 刘涛 46' · 周熠 53' · 马晓磊 59' · 杨晨 66' | 战报 录播 集锦 | 袁明灿 16' · 王帅 68' | 場館： 宝安体育场 入場人數： 2,913 ： 单丹奥 ： 邓鹏，吴忧 ： 李鹏达 |

| 7月16日 81 | 上海申梵 | 0 - 5     | 四川安纳普尔那                                           | 上海                                                                       |
| 16:00      |          | 战报 集锦 | 肖震 20' · 肖震 52' · 江晓辰 53' · 肖震 67' · 杜文翔 89' | 場館： 上海化工区体育中心 入場人數： 285 ： 肖楠 ： 苏晓飞，李鹏 ： 郝树辉 |

| 7月15日 82 | 成都钱宝                                        | 1 - 0     | 上海聚运动 | 成都                                                                   |
| 19:30      | 甘锐 32'（） · 唐渊 45' · 徐武 70' · 许万权 84' | 战报 集锦 | 邓彪 33'   | 場館： 双流体育中心 入場人數： 560 ： 马运坤 ： 刘新冬，郝蓬勃 ： 李鹏 |

| 7月15日 83 | 湖南湘涛华莱                                            | 4 - 2          | 镇江文旅                                       | 益阳                                                                   |
| 16:00      | 王琛 1' · 王君 50' · 韩毅 74' · 张浩 80' · 于天竹 90+1' | 战报 录播 集锦 | 庞磊 3' · 徐权 21' · 张嘉贝 45+2' · 和丽龙 88' | 場館： 益阳奥体中心 入場人數： 652 ： 贾志亮 ： 焦巍，张恒吉 ： 甘树然 |

| 7月15日 84 | 苏州东吴                                      | 2 - 1     | 梅县铁汉生态                                           | 苏州                                                                 |
| 16:00      | 李浩文 54' · 郑毅 62' · 迪力木拉提·巴吐尔 76' | 战报 集锦 | 侯哲 10' · 潘佳 42' · 侯哲 50' · 沈烽 52' · 庄源 90+3' | 場館： 苏州体育中心 入場人數： 1,760 ： 吴恺 ： 王威，高鹏 ： 庄淳翔 |

### 第十五轮
| 7月22日 85 | 苏州东吴   | 1 - 0     | 海口博盈   | 苏州                                                                     |
| 16:00      | 朱峥嵘 36' | 战报 集锦 | 刘璟瑞 35' | 場館： 苏州体育中心 入場人數： 1,320 ： 苏子豪 ： 宁兆兵，商东凯 ： 丁超 |

| 7月22日 86 | 梅县铁汉生态                         | 2 - 1     | 湖南湘涛华莱        | 梅州                                                                     |
| 19:30      | 叶伟超 10' · 叶伟超 49' · 黄新 90+1' | 战报 集锦 | 张浩 23' · 王庆 60' | 場館： 梅县曾宪梓体育场 入場人數： 3,863 ： 刘晨涛 ： 张宽，刘迪 ： 王浩 |

| 7月23日 87 | 镇江文旅                           | 1 - 2          | 成都钱宝            | 镇江                                                                   |
| 19:30      | 宋起 10' · 董少晨 62' · 高明祺 81' | 战报 录播 集锦 | 徐武 12' · 谭斯 59' | 場館： 镇江体育会展中心 入場人數： 468 ： 高鹏 ： 邓鹏，单丹奥 ： 吴恺 |

| 7月22日 88 | 上海聚运动 | 0 - 1     | 上海申梵   | 上海                                                             |
| 16:00      |            | 战报 集锦 | 龚金帅 78' | 場館： 康桥基地 入場人數： 330 ： 王威 ： 来庆伟，吴忧 ： 李思成 |

| 7月22日 89 | 四川安纳普尔那                     | 1 - 1          | 深圳雷曼 | 都江堰                                                                     |
| 19:30      | 渠成 21' · 陈少钦 45+2' · 吴波 56' | 战报 录播 集锦 | 杨斌 47' | 場館： 都江堰凤凰体育场 入場人數： 4,618 ： 闫旭 ： 马腾，张雪森 ： 郝蓬勃 |

| 7月22日 90 | 江西联盛                | 1 - 2     | 南通支云                                 | 南昌                                                                       |
| 16:00      | 郭子超 90' · 张迅伟 90' | 战报 集锦 | 王鑫政 60' · 任兴隆 70'（） · 余剑锋 77' | 場館： 江西省奥体中心 入場人數： 1,110 ： 陈金栋 ： 孙晨，赵渤洋 ： 秦晓晗 |

### 第十六轮
| 7月29日 91 | 海口博盈 | 0 - 1     | 江西联盛 | 海口                                                                           |
| 16:00      |          | 战报 集锦 | 李凯 60' | 場館： 海南省高级体校运动场 入場人數： 980 ： 甘树然 ： 严立夫，张路 ： 贾志亮 |

| 7月29日 92 | 南通支云 | 0 - 0     | 四川安纳普尔那 | 南通                                                                   |
| 19:35      |          | 战报 集锦 |                | 場館： 如皋奥体中心 入場人數： 7,530 ： 郝树辉 ： 苏晓飞，王阳 ： 何龙 |

| 7月29日 93 | 深圳雷曼                                                          | 5 - 0     | 上海聚运动 | 深圳                                                                   |
| 16:00      | 杨子 9' · 马晓磊 45+1' · 马晓磊 48' · 马晓磊 70'（） · 韩家宝 83' | 战报 集锦 |            | 場館： 宝安体育场 入場人數： 1,021 ： 宁兆兵 ： 何鑫，马运坤 ： 苏子豪 |

| 7月30日 94 | 上海申梵                                       | 4 - 2          | 镇江文旅                  | 上海                                                                      |
| 16:00      | 吴俊葵 4' · 杨欣鑫 16' · 孙政扬 47' · 商隐 79' | 战报 录播 集锦 | 程鹏 83'（） · 高明祺 88' | 場館： 上海化工区体育中心 入場人數： 92 ： 王浩 ： 顾奕男，刘迪 ： 商东凯 |

| 7月29日 95 | 成都钱宝                                           | 1 - 3          | 梅县铁汉生态                       | 成都                                                               |
| 19:30      | 张智超 · 张智超 68' · 夏金 72' · 甘锐 82' （点球） | 战报 录播 集锦 | 涂东旭 47' · 叶伟超 66' · 黄新 76' | 場館： 双流体育中心 入場人數： 785 ： 汤朝 ： 彭博，阮华 ： 李鹏达 |

| 7月29日 96 | 湖南湘涛华莱 | 1 - 0     | 苏州东吴 | 益阳                                                                 |
| 19:30      | 张浩 16'     | 战报 集锦 |          | 場館： 益阳奥体中心 入場人數： 1,050 ： 秦晓晗 ： 陈扬，熊星 ： 吴恺 |

### 第十七轮
| 8月5日 97 | 湖南湘涛华莱        | 2 - 0          | 海口博盈 | 益阳                                                                   |
| 19:30     | 王琛 12' · 韩毅 58' | 战报 录播 集锦 |          | 場館： 益阳奥体中心 入場人數： 1,238 ： 李鹏达 ： 张坤，王威 ： 刘晨涛 |

| 8月5日 98 | 苏州东吴 | 0 - 1     | 成都钱宝   | 苏州                                                                     |
| 16:00     |          | 战报 集锦 | 胡明天 51' | 場館： 苏州体育中心 入場人數： 1,588 ： 肖楠 ： 苏晓飞，庄淳翔 ： 耿茂翔 |

| 8月5日 99 | 梅县铁汉生态                     | 3 - 0     | 上海申梵 | 梅州                                                                         |
| 19:30     | 潘佳 18' · 杨晨 35' · 何剑锋 90' | 战报 集锦 |          | 場館： 梅县曾宪梓体育场 入場人數： 3,268 ： 马运坤 ： 单丹奥，邓鹏 ： 郝蓬勃 |

| 8月6日 100 | 镇江文旅            | 2 - 5          | 深圳雷曼                                              | 镇江                                                                     |
| 19:30      | 慕阳 64' · 程鹏 87' | 战报 录播 集锦 | 杨子 7' · 杨斌 18' · 郭明月 34' · 杨子 43' · 周熠 48' | 場館： 镇江体育会展中心 入場人數： 667 ： 李思成 ： 向遥，焦巍 ： 郝树辉 |

| 8月5日 101 | 上海聚运动 | 0 - 2     | 南通支云             | 上海                                                           |
| 16:00      |            | 战报 集锦 | 翟肇宇 7' · 王斯 10' | 場館： 康桥基地 入場人數： 250 ： 严立夫 ： 李阳，张路 ： 丁超 |

| 8月5日 102 | 江西联盛 | 0 - 1     | 四川安纳普尔那 | 南昌                                                                 |
| 16:00      |          | 战报 集锦 | 江晓辰 44'     | 場館： 江西省奥体中心 入場人數： 686 ： 何鑫 ： 陈超，张雪森 ： 马腾 |

### 第十八轮
| 8月13日 103 | 四川安纳普尔那 | 1 - 0     | 海口博盈 | 都江堰                                                                     |
| 19:30       | 干颖波 1'      | 战报 集锦 |          | 場館： 都江堰凤凰体育场 入場人數： 5,750 ： 单丹奥 ： 邓鹏，郝蓬勃 ： 李鹏 |

| 8月12日 104 | 江西联盛   | 1 - 0     | 上海聚运动 | 南昌                                                               |
| 16:00       | 黄佳强 13' | 战报 集锦 |            | 場館： 江西省奥体中心 入場人數： 368 ： 刘洋 ： 王阳，李鹏 ： 肖楠 |

| 8月12日 105 | 镇江文旅 | 0 - 1     | 南通支云 | 镇江                                                                         |
| 19:30       |          | 战报 集锦 | 王斯 87' | 場館： 镇江体育会展中心 入場人數： 586 ： 刘晨涛 ： 朴政林，阿力木江 ： 张超 |

| 8月13日 106 | 深圳雷曼                           | 3 - 0     | 梅县铁汉生态 | 深圳                                                               |
| 16:00       | 杨子 60' · 马晓磊 78' · 马晓磊 82' | 战报 集锦 |              | 場館： 宝安体育场 入場人數： 4,861 ： 徐强强 ： 彭博，陈栋 ： 王威 |

| 8月13日 107 | 上海申梵 | 0 - 1     | 苏州东吴   | 上海                                                                       |
| 16:00       |          | 战报 集锦 | 池星辰 10' | 場館： 上海化工区体育中心 入場人數： 358 ： 刘欣宇 ： 李阳，张路 ： 严立夫 |

| 8月12日 108 | 成都钱宝 | 0 - 0          | 湖南湘涛华莱 | 成都                                                                       |
| 19:30       |          | 战报 录播 集锦 |              | 場館： 双流体育中心 入場人數： 1,021 ： 陈金栋 ： 赵渤洋，甘树然 ： 贾志亮 |

### 第十九轮
| 8月19日 109 | 成都钱宝                                                                         | 5 - 1     | 海口博盈   | 成都                                                                   |
| 19:30       | 胡明天 10' · 唐淼 15' · 胡明天 45' · 黄超 87' · 徐武 90+2' （点球） · 黄超 90+2' | 战报 集锦 | 李昭楠 85' | 場館： 双流体育中心 入場人數： 675 ： 马腾 ： 张雪森，刘新冬 ： 马运坤 |

| 8月19日 110 | 湖南湘涛华莱   | 1 - 2     | 上海申梵                | 益阳                                                               |
| 19:30       | 王昊智 42'（） | 战报 集锦 | 郑丰维 13' · 谢福泉 70' | 場館： 益阳奥体中心 入場人數： 658 ： 王威 ： 黄维，张宽 ： 何晓春 |

| 8月19日 111 | 苏州东吴 | 0 - 1     | 深圳雷曼 | 苏州                                                                     |
| 16:00       |          | 战报 集锦 | 杨晨 47' | 場館： 苏州体育中心 入場人數： 1,536 ： 吴恺 ： 耿茂翔，阿力木江 ： 熊星 |

| 8月19日 112 | 梅县铁汉生态              | 2 - 1     | 南通支云     | 梅州                                                                   |
| 19:30       | 叶伟超 23' · 胡勇发 45+1' | 战报 集锦 | 王锴 80'（） | 場館： 梅县曾宪梓体育场 入場人數： 3,568 ： 汤朝 ： 孙晨，向遥 ： 吴忧 |

| 8月19日 113 | 镇江文旅 | 1 - 2     | 江西联盛               | 镇江                                                                     |
| 19:30       | 徐权 18' | 战报 集锦 | 袁明灿 9' · 袁明灿 84' | 場館： 镇江体育会展中心 入場人數： 212 ： 肖楠 ： 郝树辉，何龙 ： 苏晓飞 |

| 8月19日 114 | 上海聚运动 | 0 - 2     | 四川安纳普尔那       | 上海                                                               |
| 16:00       |            | 战报 集锦 | 渠成 7' · 张靖洋 27' | 場館： 康桥基地 入場人數： 209 ： 甘树然 ： 阮华，顾奕男 ： 贾志亮 |

### 第二十轮
| 9月9日 115 | 海口博盈                    | 2 - 3          | 上海聚运动                           | 海口                                                                         |
| 15:00      | 周世超 20' · 张凯铭 38'（） | 战报 录播 集锦 | 徐君 17'（） · 邓彪 27' · 高诗鹏 32' | 場館： 海南省高级体校运动场 入場人數： 485 ： 向遥 ： 来庆伟，李思成 ： 吴忧 |

| 9月9日 116 | 四川安纳普尔那      | 1 - 0          | 镇江文旅 | 都江堰                                                                   |
| 16:00      | 卢成 56' · 渠成 90' | 战报 录播 集锦 |          | 場館： 都江堰凤凰体育场 入場人數： 4,253 ： 李鹏 ： 张琪，黄鹤宇 ： 王威 |

| 9月9日 117 | 江西联盛       | 1 - 1     | 梅县铁汉生态 | 南昌                                                                   |
| 16:00      | 袁明灿 83'（） | 战报 集锦 | 沈烽 44'     | 場館： 江西省奥体中心 入場人數： 1,561 ： 秦晓晗 ： 熊星，陈扬 ： 吴恺 |

| 9月12日 118 | 南通支云 | 1 - 1     | 苏州东吴   | 南通                                                                 |
| 19:35       | 胡明 81' | 战报 集锦 | 李浩文 21' | 場館： 如皋奥体中心 入場人數： 2,832 ： 刘洋 ： 苏晓飞，王阳 ： 李鹏 |

| 9月10日 119 | 深圳雷曼                  | 2 - 1          | 湖南湘涛华莱 | 深圳                                                                   |
| 16:00       | 黄凤涛 10' · 杨子 43'（） | 战报 录播 集锦 | 韩毅 62'     | 場館： 宝安体育场 入場人數： 2,931 ： 赵渤洋 ： 李鹏达，何鑫 ： 单丹奥 |

| 9月10日 120 | 上海申梵 | 1 - 3          | 成都钱宝                           | 上海                                                                    |
| 15:00       | 商隐 79' | 战报 录播 集锦 | 胡明天 47' · 胡明天 67' · 谭斯 73' | 場館： 上海化工区体育中心 入場人數： 56 ： 何龙 ： 庄淳翔，高鹏 ： 刘迪 |

### 第二十一轮
| 9月17日 121 | 上海申梵 | 0 - 2     | 海口博盈                    | 上海                                                                       |
| 16:00       |          | 战报 集锦 | 张凯铭 12'（） · 张凯铭 85' | 場館： 上海化工区体育中心 入場人數： 108 ： 甘树然 ： 肖楠，李鹏 ： 郝树辉 |

| 9月17日 122 | 成都钱宝 | 0 - 1          | 深圳雷曼 | 成都                                                               |
| 16:00       |          | 战报 录播 集锦 | 杨子 55' | 場館： 双流体育中心 入場人數： 652 ： 孙晨 ： 汤朝，宁兆兵 ： 吴忧 |

| 9月17日 123 | 湖南湘涛华莱 | 0 - 1          | 南通支云                | 益阳                                                                 |
| 16:00       |              | 战报 录播 集锦 | 张卫 90+3' · 张卫 90+5' | 場館： 益阳奥体中心 入場人數： 657 ： 徐强强 ： 陈扬，熊星 ： 贾志亮 |

| 9月17日 124 | 苏州东吴 | 0 - 0     | 江西联盛 | 苏州                                                             |
| 16:00       |          | 战报 集锦 |          | 場館： 吴江体育场 入場人數： 705 ： 贺凯 ： 焦巍，张恒吉 ： 王洋 |

| 9月17日 125 | 梅县铁汉生态 | 1 - 2     | 四川安纳普尔那      | 梅州                                                                           |
| 16:00       | 叶伟超 83'   | 战报 集锦 | 张淇 40' · 张淇 57' | 場館： 梅县曾宪梓体育场 入場人數： 3,596 ： 杨凯姿 ： 马运坤，刘新冬 ： 刘晨涛 |

| 9月17日 126 | 镇江文旅 | 0 - 1     | 上海聚运动 | 镇江                                                                       |
| 16:00       |          | 战报 集锦 | 周佳豪 50' | 場館： 镇江体育会展中心 入場人數： 1,521 ： 刘欣宇 ： 李阳，张路 ： 严立夫 |

### 第二十二轮
| 9月24日 127 | 海口博盈   | 1 - 1     | 镇江文旅   | 海口                                                                           |
| 16:00       | 黄亚滨 49' | 战报 集锦 | 孙建宏 62' | 場館： 海南省高级体校运动场 入場人數： 465 ： 贾志亮 ： 马运坤，刘新冬 ： 阮华 |

| 9月24日 128 | 上海聚运动              | 2 - 0     | 梅县铁汉生态 | 上海                                                          |
| 16:00       | 朱明辉 66' · 战怡麟 80' | 战报 集锦 |              | 場館： 康桥基地 入場人數： 70 ： 马腾 ： 张雪森，闫旭 ： 何龙 |

| 9月24日 129 | 四川安纳普尔那 | 0 - 1     | 苏州东吴   | 都江堰                                                                   |
| 16:00       |                | 战报 集锦 | 李民辉 32' | 場館： 都江堰凤凰体育场 入場人數： 3,618 ： 杜健鑫 ： 陈栋，邓鹏 ： 吴忧 |

| 9月24日 130 | 江西联盛 | 1 - 2     | 湖南湘涛华莱         | 南昌                                                                     |
| 16:00       | 曹驩 43' | 战报 集锦 | 王君 8' · 王昊智 69' | 場館： 江西省奥体中心 入場人數： 1,118 ： 肖楠 ： 苏晓飞，庄淳翔 ： 刘洋 |

| 9月24日 131 | 南通支云 | 1 - 1          | 成都钱宝   | 南通                                                                       |
| 16:00       | 王斯 24' | 战报 录播 集锦 | 胡明天 75' | 場館： 南通体校新校区体育场 入場人數： 3,321 ： 甄伟 ： 张琪，白彬 ： 陈超 |

| 9月24日 132 | 深圳雷曼                         | 3 - 1     | 上海申梵 | 深圳                                                               |
| 16:00       | 杨晨 27' · 杨子 45' · 马晓磊 90' | 战报 集锦 | 商隐 82' | 場館： 宝安体育场 入場人數： 2,548 ： 李鹏 ： 陈扬，郝蓬勃 ： 王威 |